# Bruno Schultz (Wirtschaftswissenschaftler)
Bruno Schultz (* 9. April 1894 in Berlin; † 2. Oktober 1987 ebenda) war ein deutscher Wirtschaftswissenschaftler, Volkswirt sowie Hochschullehrer.

## Leben

### Familie und Ausbildung
Der evangelisch getaufte Bruno Schultz, Sohn des Ernst Schultz und dessen Ehegattin Elisabeth geborene Franz, legte 1914 das Abitur am Hohenzollern-Reformgymnasium in Berlin-Schöneberg ab. Im Anschluss wandte er sich dem Studium der Rechts- und Staatswissenschaft an der Friedrich-Wilhelms-Universität zu Berlin sowie an der Universität Breslau zu, dort erwarb er 1919 den akademischen Grad eines Dr. rer. pol.
Bruno Schultz heiratete im Jahre 1928 Johanna geborene Pestel. Er verstarb im Herbst 1987 in seinem 94. Lebensjahr in seiner Heimatstadt Berlin.

### Berufliche Laufbahn
Bruno Schultz trat unmittelbar nach seinem Studienabschluss eine Stelle als Wissenschaftlicher Assistent an der Johann Wolfgang Goethe-Universität Frankfurt am Main an, 1923 wechselte er in derselben Funktion an das Volkswirtschafts-Institut der Technischen Hochschule Dresden, dort habilitierte er sich 1925 als Privatdozent für die Fächer Volkswirtschaft und Finanzwissenschaft. 1927 folgte er einer Berufung als Dozent und Studienrat an das dortige Pädagogische Institut. 1930 wurde Bruno Schultz zum außerordentlichen Professor für Volkswirtschaftslehre sowie Finanzwissenschaft am Institut für Wirtschafts- und Sozialwissenschaften bestellt, 1937 erfolgte seine Beförderung zum ordentlichen Professor für wirtschaftliche Staatswissenschaft sowie Direktor des Instituts, 1945 schied er aus. Schultz lehrte danach ab 1950 an der Freien Universität Berlin, ab 1955 als ordentlicher Professor für Wirtschaftsgeschichte. Der 1956 mit dem Bundesverdienstkreuz 1. Klasse Ausgezeichnete wurde 1962 emeritiert.

## Publikationen
- Der Begriff der Wirtschaft, seine Definition und Bedeutung für die theoretische Volkswirtschaftslehre. Dissertation, Breslau 1919.
- Die volkswirtschaftliche Bedeutung der Eisenbahnen. Eine Studie zur Systemfrage. G. Fischer, Jena 1922.
- Der Entwicklungsgang der theoretischen Volkswirtschaftslehre in Deutschland. Ein Beitrag zur Erklärung ihres gegenwärtigen Zustandes. Meyer, Halberstadt 1928.
- Die Frau als Handwerkerin. Erfahrungen, Tatsachen und Möglichkeiten. Marhold, Halle (Saale) 1948.
- Die Grundgedanken des Systems der theoretischen Volkswirtschaftslehre von Franz Oppenheimer. G. Fischer, Jena 1948.
- Robert Owen. Volk und Wissen, Berlin 1948.
- Kleine deutsche Geldgeschichte des 19. und 20. Jahrhunderts. Duncker und Humblot, Berlin 1976.